# Svatý Šebestián (Kubišta)
Svatý Šebestián je obraz, který patří k mimořádným dílům malíře Bohumila Kubišty (1884–1918). Malíř ho namaloval v roce 1912. Světec na obraze představuje umělce-mučedníka. Ve skutečnosti to je fiktivní malířův autoportrét, který zůstal nepochopený tehdejší veřejností i uměleckou kritikou. Dnes je obraz "Svatý Šebestián" považován za jedno z malířových vrcholných děl založených na geometrické kompozici. Vedle Emila Filly patří Bohumil Kubišta k nejvýraznějším představitelům umělecké avantgardy nastupující v prvním desetiletí 20. století. Byl členem skupiny "Osma" (1907–1908) a německé skupiny "Die Brücke" (1911–1912). V raném období byl ovlivněn pozdním impresionismem, později expresionismem a došel až k futurismu a fauvismu, čímž vytvořil osobitou modifikaci kubismu. Tento umělecký styl dnes označujeme jako kuboexpresionismus.

## Popis obrazu
Umělecký styl nazvaný kubismus osvobodil formu od viděné skutečnosti a umožnil tak Bohumilu Kubištovi propojit vnitřní geometrický obsah námětu s jeho vnější podobou. Jako racionálně založený umělec své obrazy propočítával, precizně komponoval s cílem dosáhnout potřebné stavebnosti. A Svatý Šebestián je jedno z jeho vrcholných děl, které je založeno na jasné geometrické kompozici. Rozměrná tužková kresba, která obrazu předcházela, je názorným dokladem malířova postupu práce a způsobu analýzy tvarů. Patrným motivem byla snaha vystihnout tvarovým kontrastem geometrických forem vnitřní světcovo rozpoložení v okamžiku mučednické smrti. Z kresby a následně i z obrazu je zřejmá dvojí výstavba polopostavy světce, kde partie těla jsou modelovány pomocí elips a jejich úseků, zatímco hlava je vymezena systémem trojúhelníků a přímek. Hlava je skutečným centrem obrazu založeným na geometrické kompozici rovnostranného trojúhelníku, který vymezuje tvář světce. Vychýlením trojúhelníku z ideální polohy se malíř snaží vyjádřit tragiku tématu. Změna polohy výchozího geometrického prvku podmiňuje spirálový pohyb procházející celým obrazem. Pohyb vycházející z hlavy světce sledují i sklony šípů. Plynulost spirálovitého pohybu je metaforou života a smrti, neklidu a nejistoty bytí.
Barevná škála tohoto obrazu jez významně zredukována. Omezuje se na barevný rozsah od starorůžové, přes cihlově červenou a její temné odstíny až po šedočerné stínování. Protiváhou k těmto barvám je studená zelená barva listů stromu. Převažující hnědá barva souvisí s křesťanskou symbolikou této barvy. Svým významem hnědá barva v obraze násobí smyl geometrické konstrukce a zdůrazňuje světce vítězícího svou vůlí nad utrpením. Světec byl podle legendy důstojníkem Diokleciánovy císařské gardy. Jako křesťan byl odsouzen ke smrti zastřelením a byl proto vydán lučištníkům jako střelecký terč. Jeho tělo bylo pohřbeno na Via Apia v Římě.

## Autor obrazu
Rozhodujícím způsobem Kubištovu tvorbu ovlivnila pražská výstava norského malíře Edvarda Muncha, která se uskutečnila v roce 1905. Ta v Kubištovi roznítila zájem o expresionismus. Další etapa jeho tvorby pokračovala roku 1910 během pobytu v Paříži, kdy začal pracovat na svých prvních kubistických dílech. Začal do nich vnášet základní geometrické tvary, což dokládají obrazy "Epileptická žena" (1911), jeho "Dvojportrét" (1911) či "Pierot" z téhož roku. Vystihuje v nich psychické stavy, k jejichž vyjádření používá expresivní modifikace kubistické stavby obrazu. K nejvyzrálejším dílům tohoto období patří Svatý Šebestián z počátku roku 1912, stejně jako obraz "Podobizna Jana Zrzavého" (1912) nebo "Polibek smrti" či "Zátiší s lebkou" (oba rovněž z roku 1912). V roce 1913 z existenčních důvodů vstoupil do armády jako důstojník pobřežního dělostřelectva v Pulji. To znamená, že základy českého kubismu stačil položit během 7 let (mezi roky 1907 a 1913). Krátce po skončení 1. světové války se vrací do Prahy, kde v listopadu 1918 umírá na španělskou chřipku ve věku 34 let.

## Umělecko-historický význam obrazu
Kubištův odkaz tvoří 128 olejomaleb a pastelů, mezi kterými vyniká obraz "Svatý Šebestián". Ten výstižně prezentuje Kubištovo pojetí malířského stylu později označeného za kuboexpresionismus. Obraz byl součástí umělcovy posmrtné výstavy, kterou v roce 1920 zorganizoval jeho přítel Jan Zrzavý v Domě umělců v Praze. Následné výstavy Kubištových děl v roce 1922 a 1929 otevřely nové tvůrčí obzory kladoucí důraz na magičnost zdánlivě všedních věcí. Na poslední soubornou Kubištovu výstavu v roce 1993 navázala až objevná výstava nazvaná "Zářivý krystal". Výstava, která skončila v lednu 2015, připomněla Kubištovu tvorbu, včetně jeho "Svatého Šebestiána". Výstavní projekt nazvaný "Zářivý krystal-Bohumil Kubišta a české umění 1905-2013-Průniky-Střety-Přesahy v Galerii výtvarného umění v Ostravě, představil 224 uměleckých děl od 46 umělců, mezi kterými dominovalo téměř 130 Kubištových prací.